# Данска на Европском првенству у атлетици на отвореном 2014.
Данска је учествовала на 22. Европском првенству у атлетици на отвореном 2014. одржаном у Цириху од 12. до 17. августа. Ово је били двадесет друго европско првенство у атлетици на отвореном на коме је Данска учествовала, односно учествовала је на свим првенствима до данас. Репрезентацију Данске представљало је шеснаест спортиста (12 мушкараца и 4 жене) који су се такмичили у 9 дисциплина.
На овом првенству представници Данске нису освојили ниједну медаљу али су оборили један лични рекорд и остварили два најбоља резултата сезоне. У табели успешности према броју и пласману такмичара који су учествовали у финалним такмичењима (првих 8 такмичара) Данска је са 2 учесника у финалу заузела 32. место са 6 бодова.

## Учесници
| Мушкарци: - Ник Екелунд-Аренандер — 400 м, 4 х 400 м - Андреас Бубе — 800 м, 4 х 400 м - Андреас Буено — 1.500 м - Абди Хакин Улад — 10.000 м - Хенрик Тим Андерсен — Маратон - Peter Bech — Маратон - Ларс Будолфсен — Маратон - Jesper Faurschou — Маратон - Андреас Мартинсен — 110 м препоне, 4 х 400 м - Nicolai Hartling — 400 м препоне, 4 х 400 м - Festus Asante — 4 х 400 м - Nicklas Hyde — 4 х 400 м | Жене: - Јесика Драскав-Петерсон — Маратон - Сара Петерсен — 400 м препоне - Стине Трест — 400 м препоне - Каролин Бонд Холм — Скок мотком |  |

,

## Резултати

### Мушкарци
| Атлетичар              | Дисциплина    | Лични рекорд | Квалификације | Квалификације | Полуфинале            | Полуфинале            | Финале                | Финале       | Детаљи |
| Атлетичар              | Дисциплина    | Лични рекорд | Резултат      | Место         | Резултат              | Место                 | Резултат              | Место        | Детаљи |
| ---------------------- | ------------- | ------------ | ------------- | ------------- | --------------------- | --------------------- | --------------------- | ------------ | ------ |
| Ник Екелунд-Аренандер  | 400 м         | 45,50 НР     | 45,91 КВ      | 4. у гр. 5    | 47,16                 | 8. у гр. 1            | Није се квалификовао  | 23 / 40      |        |
| Андреас Бубе           | 800 м         | 1:44,89      | 1:47,50 КВ    | 1. у гр. 4    | 1:46,09 КВ, ЛРС       | 3. у гр. 1            | 1:45,21 ЛРС           | 4 / 34       |        |
| Андреас Буено          | 1.500 м       | 3:38,44      | 3:42,06       | 10. у гр. 2   |                       |                       | Није се квалификовао  | 20 / 31 (32) |        |
| Abdi Hakin Ulad        | 10.000 м      | 28:39,14     |               |               |                       |                       | 29:50,67              | 15 / 18 (24) |        |
| Хенрик Тим Андерсен    | Маратон       | 2:16:06      | 2:17:55       | 19 / 50 (72)  |                       |                       |                       |              |        |
| Peter Bech             | Маратон       | 2:20:51      | 2:28:38       | 48 / 50 (72)  |                       |                       |                       |              |        |
| Ларс Будолфсен         | Маратон       | 2:17:36      | 2:17:54       | 17 / 50 (72)  |                       |                       |                       |              |        |
| Jesper Faurschou       | Маратон       | 2:16:15      | 2:18:12       | 22 / 50 (72)  |                       |                       |                       |              |        |
| Андреас Мартинсен      | 110 м препоне | 13,68 НР     | 13,97         | 7. у гр. 4    | Нису се квалификовали | Нису се квалификовали | Нису се квалификовали | 27 / 30 (32) |        |
| Nicolai Hartling       | 400 м препоне | 50,94        | 51,15         | 6. у гр. 2    | Нису се квалификовали | Нису се квалификовали | Нису се квалификовали | 29 / 36      |        |
| Festus Asante          | 4 х 400 м     | 3:07,08 НР   | 3:08,12       | 7. у гр. 1    |                       |                       | Није се квалификовала | 13 / 15 (16) |        |
| Андреас Бубе²          | 4 х 400 м     | 3:07,08 НР   | 3:08,12       | 7. у гр. 1    |                       |                       | Није се квалификовала | 13 / 15 (16) |        |
| Ник Екелунд-Аренандер² | 4 х 400 м     | 3:07,08 НР   | 3:08,12       | 7. у гр. 1    |                       |                       | Није се квалификовала | 13 / 15 (16) |        |
| Nicklas Hyde           | 4 х 400 м     | 3:07,08 НР   | 3:08,12       | 7. у гр. 1    |                       |                       | Није се квалификовала | 13 / 15 (16) |        |
| Nicolai Hartling²*     | 4 х 400 м     | 3:07,08 НР   | 3:08,12       | 7. у гр. 1    |                       |                       | Није се квалификовала | 13 / 15 (16) |        |
| Андреас Мартинсен²*    | 4 х 400 м     | 3:07,08 НР   | 3:08,12       | 7. у гр. 1    |                       |                       | Није се квалификовала | 13 / 15 (16) |        |

- Такмичари у штафети обележени звездицом су резерве у штафети, а такмичари који су обележени бројем трчали су и у појединачним дисциплинама.

### Жене
| Атлетичарка             | Дисциплина    | Лични рекорд | Квалификације                 | Квалификације                 | Полуфинале            | Полуфинале            | Финале                | Финале                | Детаљи |
| Атлетичарка             | Дисциплина    | Лични рекорд | Резултат                      | Место                         | Резултат              | Место                 | Резултат              | Место                 | Детаљи |
| ----------------------- | ------------- | ------------ | ----------------------------- | ----------------------------- | --------------------- | --------------------- | --------------------- | --------------------- | ------ |
| Јесика Драскав-Петерсон | Маратон       | 2:31,43      |                               |                               |                       |                       | 2:30:53 ЛР            | 8 / 48 (53)           |        |
| Сара Петерсен           | 400 м препоне | 55,68 НР     | Дисквалификована по чл. 162.7 | Дисквалификована по чл. 162.7 | Није се квалификовала | Није се квалификовала | Није се квалификовала | Није се квалификовала |        |
| Стине Трест             | 400 м препоне | 56,55        | 56,95 кв                      | 4. у гр. 4                    | 56,81                 | 4. у гр. 1            | Нису се квалификовале | 12 / 24 (26)          |        |
| Каролин Бонд Холм       | Скок мотком   | 4,36 НР      | 4,25                          | 13. у гр. Б                   |                       |                       | Нису се квалификовале | 23 / 27 (29)          |        |